# Pac-12 Regular Season 2014 (Herrentennis)
Die Regular Season der Pacific-12 Conference begann 2014 am 28. März und endete am 19. April. Der Titel ging in diesem Jahr an die USC.
Im Anschluss an die Regular Season wurden vom 23. bis 27. April in Ojai, Kalifornien die Pac-12 Tennis Championships ausgetragen. Dabei setzte sich die UCLA im Finale gegen die USC mit 4:2 durch.

## Teilnehmende Mannschaften
| Universität                           | Teamname                | ITA 1 | Stadt          | Bundesstaat | Tennisanlage                 |
| ------------------------------------- | ----------------------- | ----- | -------------- | ----------- | ---------------------------- |
| University of Southern California     | USC Trojans             | 1     | Los Angeles    | Kalifornien | Marks Tennis Stadium         |
| University of California, Los Angeles | UCLA Bruins             | 5     | Los Angeles    | Kalifornien | Los Angeles Tennis Center    |
| Stanford University                   | Stanford Cardinal       | –     | Stanford       | Kalifornien | Taube Tennis Center          |
| University of California, Berkeley    | California Golden Bears | 16    | Berkeley       | Kalifornien | Hellman Tennis Complex       |
| University of Utah                    | Utah Utes               | 52    | Salt Lake City | Utah        | Coach Mike’s Tennis Academy  |
| University of Washington              | Washington Huskies      | –     | Seattle        | Washington  | Bill Quillian Tennis Stadium |
| University of Oregon                  | Oregon Ducks            | 27    | Eugene         | Oregon      | Student Tennis Center        |
| University of Arizona                 | Arizona Wildcats        | –     | Tucson         | Arizona     | LaNelle Robson Tennis Center |

## Saisonverlauf
| Datum    | Heimteam   | Auswärtsteam | Ergebnis |           | Datum      | Heimteam   | Auswärtsteam | Ergebnis |
| 28. März | Arizona    | California   | 0:4      | 5. April  | UCLA       | Stanford   | 4:0          |          |
| 28. März | Washington | UCLA         | 1:4      | 6. April  | Washington | Utah       | 2:4          |          |
| 28. März | Oregon     | USC          | 1:6      | 11. April | Utah       | UCLA       | 0:4          |          |
| 28. März | Utah       | Stanford     | 3:4      | 11. April | California | Oregon     | 4:0          |          |
| 29. März | Oregon     | UCLA         | 0:4      | 11. April | Stanford   | Washington | 4:3          |          |
| 29. März | Washington | USC          | 1:6      | 11. April | Arizona    | USC        | 0:4          |          |
| 30. März | Arizona    | Stanford     | 3:4      | 12. April | Stanford   | Oregon     | 4:2          |          |
| 30. März | Utah       | California   | 2:4      | 12. April | California | Washington | 4:0          |          |
| 4. April | UCLA       | California   | 4:1      | 13. April | Arizona    | UCLA       | 0:4          |          |
| 4. April | Oregon     | Utah         | 2:4      | 13. April | Utah       | USC        | 1:4          |          |
| 4. April | USC        | Stanford     | 7:0      | 18. April | USC        | UCLA       | 4:2          |          |
| 4. April | Washington | Arizona      | 4:2      | 18. April | Arizona    | Utah       | 4:1          |          |
| 5. April | USC        | California   | 4:0      | 19. April | California | Stanford   | 2:4          |          |
| 5. April | Oregon     | Arizona      | 4:1      | 19. April | Washington | Oregon     | 4:3          |          |

## Abschlusstabelle
| Platz | Universität | Bilanz | Punkte | Heimbilanz | Gastbilanz |
| ----- | ----------- | ------ | ------ | ---------- | ---------- |
| 1.    | USC         | 7:0    | 1,000  | 3:0        | 4:0        |
| 2.    | UCLA        | 6:1    | 0,857  | 2:0        | 4:1        |
| 3.    | Stanford    | 5:2    | 0,714  | 2:0        | 3:2        |
| 4.    | California  | 4:3    | 0,571  | 2:1        | 2:2        |
| 5.    | Utah        | 2:5    | 0,286  | 0:4        | 2:1        |
| 5.    | Washington  | 2:5    | 0,286  | 2:3        | 0:2        |
| 7.    | Oregon      | 1:6    | 0,143  | 1:3        | 0:3        |
| 7.    | Arizona     | 1:6    | 0,143  | 1:4        | 0:2        |

Statistik
- 46 % Heimsiege
- 54 % Auswärtssiege